# Sławęcin (gromada w powiecie chojnickim)
Sławęcin – dawna gromada, czyli najmniejsza jednostka podziału terytorialnego Polskiej Rzeczypospolitej Ludowej w latach 1954–1972.
Gromady, z gromadzkimi radami narodowymi (GRN) jako organami władzy najniższego stopnia na wsi, funkcjonowały od reformy reorganizującej administrację wiejską przeprowadzonej jesienią 1954 do momentu ich zniesienia z dniem 1 stycznia 1973, tym samym wypierając organizację gminną w latach 1954–1972.
Gromadę Sławęcin z siedzibą GRN w Sławęcinie utworzono – jako jedną z 8759 gromad na obszarze Polski – w powiecie chojnickim w woj. bydgoskim, na mocy uchwały nr 24/5 WRN w Bydgoszczy z dnia 5 października 1954. W skład jednostki weszły obszary dotychczasowych gromad: Sławęcin ze zniesionej gminy Chojnice w powiecie chojnickim, Obrowo ze zniesionej gminy Kęsowo w powiecie tucholskim i Dąbrówka ze zniesionej gminy Kamień w powiecie sępoleńskim w tymże województwie. Dla gromady ustalono 23 członków gromadzkiej rady narodowej.
31 grudnia 1961 z gromady Sławęcin wyłączono wieś Obrowo, włączając ją do gromady Kęsowo w powiecie tucholskim w tymże województwie, po czym gromadę Sławęcin zniesiono, włączając jej (pozostały) obszar do gromady Ogorzeliny w powiecie chojnickim.